# Solana de Nadal
Les Solanes de Nadal és una solana del terme municipal de Castell de Mur, dins de l'antic terme de Mur, al Pallars Jussà. Es troba en territori del poble de Vilamolat de Mur.
Estan situades al vessant sud-oriental de la carena on es troba Vilamolat de Mur, a llevant de la Planta de Josep i al sud de la Solana de Fontana. Discorre pel seu costat sud la llau del Clot del Roure i, de fet, aquestes solanes són el límit septentrional del Clot del Roure.